# العبادلة العليا (أفلح الشام)

تعديل مصدري - تعديل

العبادلة العليا هي إحدى قرى عزلة بني أبو هادي والعباد بمديرية أفلح الشام التابعة لمحافظة حجة، بلغ تعداد سكانها 1679 نسمة حسب تعداد اليمن لعام 2004.